# Парк Форест Вилиџ (Пенсилванија)
Парк Форест Вилиџ (енгл. Park Forest Village) насељено је место без административног статуса у америчкој савезној држави Пенсилванија.

## Демографија
По попису из 2010. године број становника је 9.660, што је 830 (9,4%) становника више него 2000. године.
| Група             | 2000.         | 2010.         |
| Белци             | 7.343 (83,2%) | 7.696 (79,7%) |
| Афроамериканци    | 260 (2,9%)    | 370 (3,8%)    |
| Азијати           | 806 (9,1%)    | 1.044 (10,8%) |
| Хиспаноамериканци | 230 (2,6%)    | 313 (3,2%)    |
| Укупно            | 8.830         | 9.660         |